# 科圖拉 (德克薩斯州)
科圖拉（英語：Cotulla）是一個位於美國德克薩斯州拉薩爾縣的城市。根據2010年美國人口普查，該地共人口3603人，而該地的面積約為5.10平方千米。同時該地也是拉薩爾縣的縣治。

## 地理
科圖拉的座標為31°03′57″N 98°11′00″W / 31.06583°N 98.18333°W，而該地的平均海拔高度為130米（即427英尺）。